# Roberto Torres (football, 1989)
Pour les articles homonymes, voir Torres.
Ne pas confondre avec le cycliste espagnol Roberto Torres.
Roberto Torres Morales, né le 7 mars 1989 à Pampelune (Espagne), est un footballeur espagnol évoluant au poste de milieu offensif à l'Inter Club d'Escaldes.

## Biographie
Torres est formé au CA Osasuna. Il évolue dans un premier temps avec l'équipe B avec laquelle il marque seize buts lors de la saison 2011-2012.
Torres dispute son premier match professionnel le 11 décembre 2011 en remplaçant Lolo lors d'un nul 1-1 contre le Málaga CF en Liga. Il apparaît de manière erratique durant ses deux premières saisons au plus haut niveau mais obtient une place dans l'effectif au début de l'exercice 2012-2013. Torres marque son premier but le 1er juin 2013 au Santiago Bernabéu face au Real Madrid mais les Navarrais s'inclinent finalement 4-2.
La saison 2013-2014 voit Torres prendre une place de plus en plus importante à l'Osasuna. Le milieu marque cinq buts en championnat mais son club formateur est relégué.
Il inscrit douze buts en deuxième division espagnole lors de la saison 2015-2016. Le 4 octobre 2015, il est l'auteur d'un triplé en championnat, lors d'un match contre Lugo.
Torres réalise un doublé le 31 août 2019 contre le FC Barcelone et permet à Osasuna de décrocher un nul 2-2 à domicile. Lors du match retour le 16 juillet 2020, il inscrit un but à la toute dernière minute qui permet de s'imposer 2-1 au Camp Nou et qui offre ainsi le titre au Real Madrid qui s'était imposé 2 buts à 1 face au Villarreal.

## Statistiques
| Saison                | Club                  | Championnat           | Championnat | Championnat | Championnat | Coupe(s) nationale(s) | Coupe(s) nationale(s) | Coupe(s) nationale(s) | Barrages | Barrages | Barrages | Total | Total | Total |
| Saison                | Club                  | Division              | M.          | B.          | P.d.        | M.                    | B.                    | P.d.                  | M.       | B.       | P.d.     | M.    | B.    | P.d.  |
| 2011-2012             | CA Osasuna            | Liga                  | 2           | 0           | 0           | 4                     | 0                     | 0                     | -        | -        | -        | 6     | 0     | 0     |
| 2012-2013             | CA Osasuna            | Liga                  | 5           | 1           | 0           | 3                     | 0                     | 0                     | -        | -        | -        | 8     | 1     | 0     |
| 2013-2014             | CA Osasuna            | Liga                  | 33          | 5           | 4           | 4                     | 1                     | 1                     | -        | -        | -        | 37    | 6     | 5     |
| 2014-2015             | CA Osasuna            | LaLiga 2              | 37          | 3           | 10          | 1                     | 0                     | 0                     | -        | -        | -        | 38    | 3     | 10    |
| 2015-2016             | CA Osasuna            | LaLiga 2              | 38          | 12          | 11          | -                     | -                     | -                     | 4        | 0        | 0        | 42    | 12    | 11    |
| 2016-2017             | CA Osasuna            | LaLiga                | 32          | 7           | 5           | 2                     | 0                     | 0                     | -        | -        | -        | 34    | 7     | 5     |
| 2017-2018             | CA Osasuna            | LaLiga 2              | 35          | 2           | 4           | 1                     | 0                     | 0                     | -        | -        | -        | 36    | 2     | 4     |
| 2018-2019             | CA Osasuna            | LaLiga 2              | 39          | 12          | 3           | 1                     | 0                     | 0                     | -        | -        | -        | 40    | 12    | 3     |
| 2019-2020             | CA Osasuna            | LaLiga                | 36          | 7           | 8           | 2                     | 0                     | 1                     | -        | -        | -        | 38    | 7     | 9     |
| 2020-2021             | CA Osasuna            | LaLiga                | 35          | 7           | 1           | 4                     | 0                     | 1                     | -        | -        | -        | 39    | 7     | 2     |
| 2021-2022             | CA Osasuna            | LaLiga                | 14          | 2           | 2           | 2                     | 1                     | 1                     | -        | -        | -        | 16    | 3     | 3     |
| Total sur la carrière | Total sur la carrière | Total sur la carrière | 306         | 58          | 48          | 24                    | 2                     | 4                     | 4        | 0        | 0        | 334   | 60    | 52    |

## Palmarès
CA Osasuna
- Segunda División
  - 2019